# Голос Людмили
Голос Людмили — датсько-шведсько-український документальний фільм 2001 року режисера Гуннара Бергдаля.
Фільм зображує життя українки Людмили Ігнатенко. У 1986 році їй виповнилося 23 роки, вона на п'ятому місяці вагітності і щасливо одружена з чоловіком Василем, який працював пожежником. Вони жили в місті Прип'яті, розташованому поруч з Чорнобильською АЕС. У ніч з 25 квітня на 26 квітня сталася аварія на Чорнобильській АЕС, а Василь був викликаний гасити пожежу. Він зазнав радіоактивного впливу і помер через кілька тижнів. Фільм — це її власна розповідь про своє життя.
Прем'єра відбулася 12 жовтня 2001 року в кінотеатрах Стокгольма, Гетеборга та Мальме. Фільм отримав Guldbagge у 2002 за кращий документальний фільм.